# Obeng Regan
Obeng Regan (* 15. August 1994 in Kumasi) ist ein ghanaischer Fußballspieler.

## Karriere
Das Fußballspielen erlernte er in der Fußballakademie Feyenoord Ghana, die nach dem niederländischen Verein und ihrem Gründer Feyenoord Rotterdam benannt ist. Sein Profidebüt gab er 2010 beim Asante Kotoko, einem der erfolgreichsten Fußballvereine Ghanas, wechselte jedoch schnell nach Europa zu Napredak Kruševac nach Serbien. Dort konnte er überzeugen und absolvierte zwischen 2012 und 2014 insgesamt 46 Ligaspiele. Daneben gelan ihm mit dem Verein der Aufstieg in die 1. Serbische Fußballliga. Anschließend zeigten die großen serbische Klubs und mehrere europäische Vereine in jüngster Vergangenheit Interesse an Regan, darunter West Bromwich und Ajax Amsterdam. Vor allem Ajax stand kurz vor einer Verpflichtung von Regan. Das Rennen machte jedoch der aufstrebende serbische Klub FK Čukarički im Sommer 2014, bei denen Regan einen Vierjahresvertrag unterschrieb. Dort konnte er sich im defensiven Mittelfeld auf Anhieb einen Stammplatz sichern.